# Seleção Sul-Coreana de Rugby Union
A Seleção Sul-Coreana de Rugby Union é a equipe que representa a Coreia do Sul em competições internacionais de Rugby Union.

## História
Em 1990, jogou as Eliminatórias da Copa do Mundo de Rugby Union de 1991, contra o Japão, Tonga e Samoa. Mas perdeu todas as partidas e ficou de fora da Copa do Mundo do ano seguinte.
Em 2002, em mais uma tentativa de se classificar para uma Copa do Mundo, a Coreia do Sul conseguiu chegar novamente na repescagem, depois de vencer Taiwan, mas novamente diante da Tonga, que conseguiu se classificar em mais uma Copa.
Para se classificar para a Copa de 2007, a Coreia do Sul precisou vencer as seleções de Hong Kong e do Golfo Árabe para tentar uma vaga na repescagem. Não obstante, perdeu novamente para os tonganeses, desta vez por 85 a 3.
Em 2010, a Coreia do Sul disputou o Asian Five Nations, ao lado de Japão, Cazaquistão, Hong Kong e Golfo Pérsico.

## Confrontos
Registro de confrontos contra outras seleções
| Adversário    | Jogos | Vitórias | Empates | Derrotas | Pontos feitos | Pontos sofridos | Aproveitamento (%) |
| ------------- | ----- | -------- | ------- | -------- | ------------- | --------------- | ------------------ |
| Austrália     | 1     | 0        | 0       | 1        | 18            | 65              | 0%                 |
| Cazaquistão   | 4     | 3        | 0       | 1        | 152           | 91              | 75%                |
| China         | 1     | 1        | 0       | 0        | 100           | 3               | 0%                 |
| Golfo Árabe   | 2     | 2        | 0       | 0        | 63            | 25              | 100%               |
| China Taipei  | 11    | 11       | 0       | 0        | 705           | 156             | 100%               |
| Hong Kong     | 7     | 5        | 0       | 2        | 224           | 130             | 71.4%              |
| Japão         | 26    | 6        | 0       | 19       | 414           | 982             | 23%                |
| Malásia       | 4     | 4        | 0       | 0        | 317           | 5               | 100%               |
| Países Baixos | 2     | 1        | 0       | 1        | 108           | 45              | 50%                |
| Samoa         | 1     | 0        | 0       | 1        | 7             | 74              | 0%                 |
| Singapura     | 3     | 3        | 0       | 0        | 195           | 6               | 100%               |
| Sri Lanka     | 6     | 6        | 0       | 0        | 351           | 53              | 100%               |
| Tailândia     | 4     | 3        | 0       | 1        | 180           | 36              | 75%                |
| Tonga         | 6     | 0        | 0       | 6        | 66            | 464             | 0%                 |
| Total         | 78    | 45       | 0       | 32       | 2900          | 2135            | 57.6%              |